# Южноарабско черноврато каменарче
Южноарабско черноврато каменарче (Oenanthe lugentoides) е вид птица от семейство Muscicapidae.

## Разпространение
Видът е разпространен в Йемен, Оман и Саудитска Арабия.